# 高田乡 (资溪县)
高田乡，是中华人民共和国江西省抚州市资溪县下辖的一个乡镇级行政单位。

## 行政区划
高田乡下辖以下地区：
许坊村、龙英村、里木村、黄坊村、高田村、枫林村、城上村和翁源村。